# پینییا دل کامپو
پینییا دل کامپو (به اسپانیایی: Pinilla del Campo) یک دهستان در اسپانیا است که در سریا واقع شده‌است.

## خصوصیات
پینییا دل کامپو ۱۹ کیلومترمربع مساحت و ۲۱ نفر جمعیت دارد.